# Timothy Zahn
Timothy Zahn (1 de setembre de 1951) és un escriptor nord-americà de ciència-ficció i fantasia. És conegut per la sèrie Thrawn de novel·les de Star Wars i ha publicat diverses altres sèries de novel·la de ciència-ficció i fantasia, a més de moltes obres de ficció curta.

## Primers anys de vida
Zahn va créixer a Lombard, Illinois i va assistir a la Glenbard East High School de Lombard. Després va anar a la Michigan State University, abans de treballar per obtenir un doctorat en física a la Universitat d'Illinois.

## Carrera

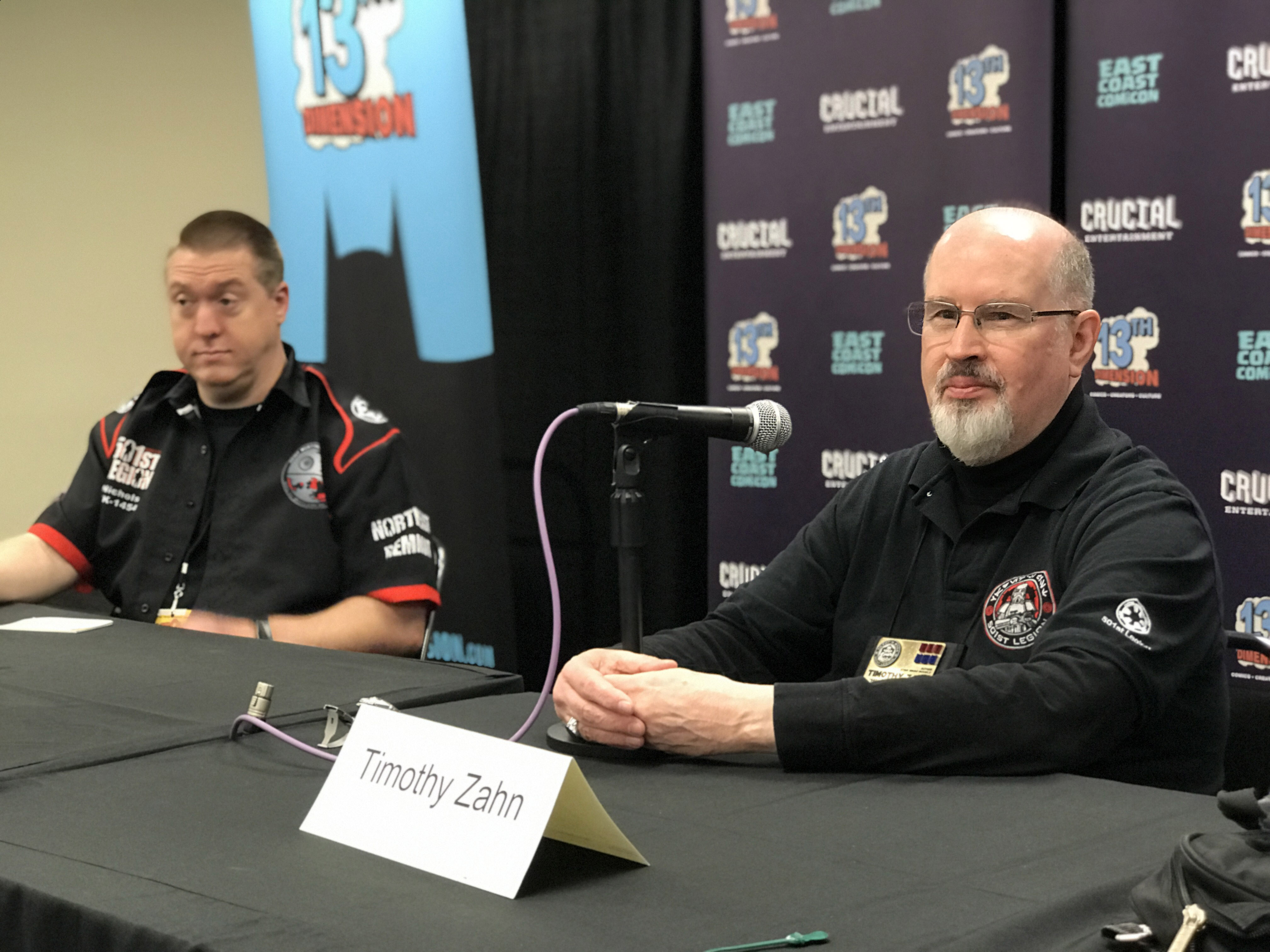
Zahn, a la dreta, durant un debat de preguntes i respostes al Comicon East Coast 2018 a Nova Jersey

La novel·la Cascade Point de Zahn va guanyar el premi Hugo de 1984. És autor de la trilogia Blackcollar i de la sèrie Cobra (vuit novel·les fins ara), catorze novel·les de l'univers expandit de Star Wars (actualment «Llegendes») i el cànon actual, incloent deu novel·les amb el Gran Almirall Thrawn: la trilogia Thrawn, la duologia de Hand of Thrawn, Outbound Flight, Choices of One, Thrawn, Thrawn: Alliances i Thrawn: Treason.
LucasFilm de vegades es referia a alguns dels suplements més detallats de Star Wars: The Roleplaying Game de West End Games, i quan Zahn va començar a treballar en una nova trilogia de llibres de Star Wars, se li van lliurar caixes de llibres d'origen del West End. :191 En aquell moment, Zahn escrivia el que es coneixeria com la trilogia de Thrawn, el primer llibre de la qual va ser Heir to the Empire (1991).:193 Al seu torn, West End va llançar llibres d'origen per a les tres novel·les de Zahn del 1992 al 1994.:193
La trilogia de Thrawn va suposar un revifament de la fortuna de la franquícia de Star Wars, que va atreure una atenció generalitzada per primera vegada en anys; les tres novel·les de trilogia de Thrawn van formar la llista de més venuts de New York Times, i van establir l'escenari i el to per a la majoria del contingut de l'univers expandit de la franquícia. Zahn també va escriure la popular sèrie de Dragonback Conquerors.